# Wild Side Story

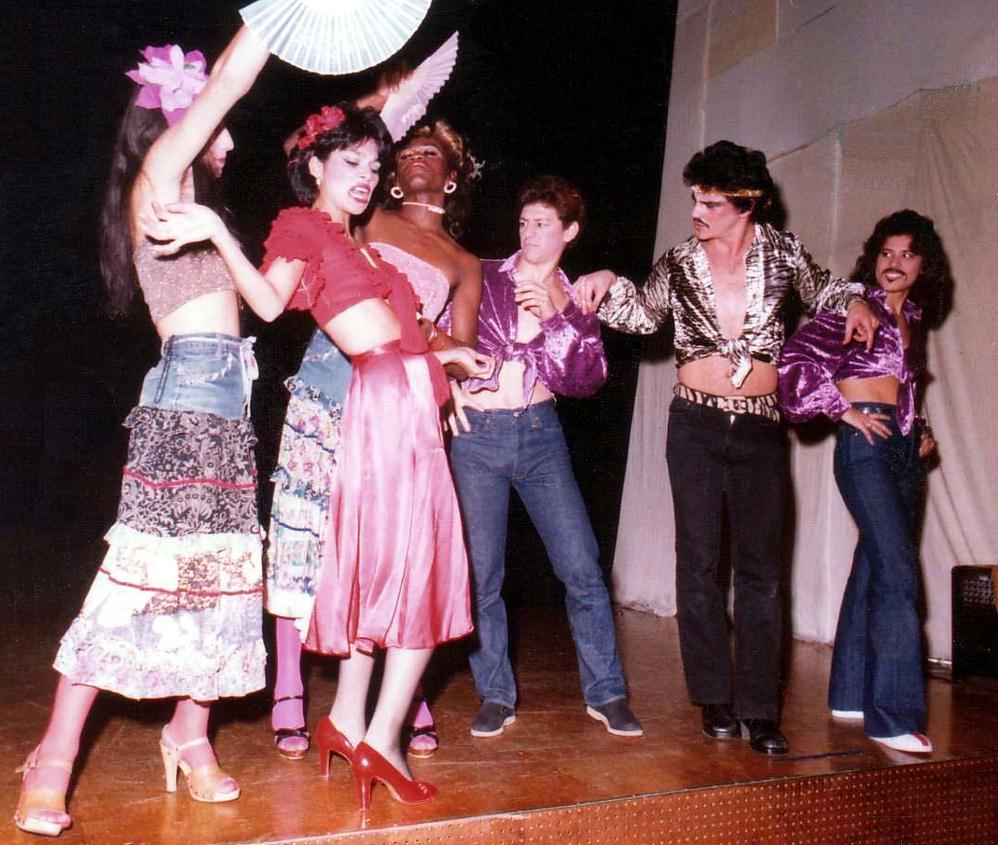
Los Angeles 1977

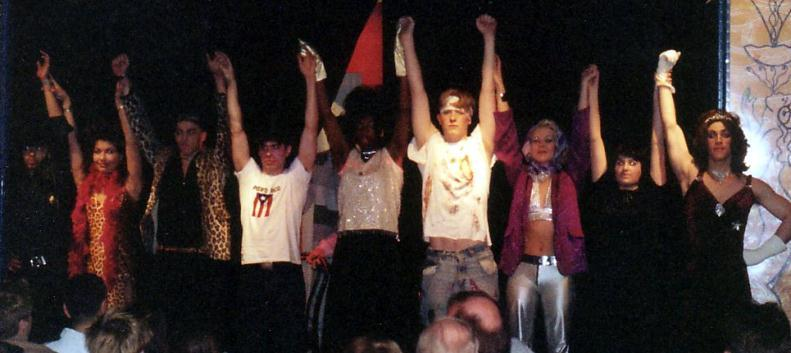
Camarillo 1997

Wild Side Story è uno spettacolo satirico di Lars Jacob che lo ha proposto a giovani rifugiati cubani, debuttando poi nel 1973 a Miami Beach. Da allora è stato rappresentato più di 500 volte (1973-2004) in Florida, Svezia, California e Spagna.
Lo spettacolo ha dato il lavoro iniziale a centinaia di giovani di un'ampia varietà di nazionalità, tra cui Ulla Andersson Jones, Mohombi ed Helena Mattsson.
A Stoccolma nel 1997 è stato rappresentato per tutta l'estate al nightclub Camarillo di Lino Ajello.
Wild Side Story è stato eseguito per l'ultima volta nella Città Vecchia nel 2013, celebrando i 40 anni dalla sua prima in Florida.